# ГЕС Hànjiāng
ГЕС Hànjiāng (汉江崔家营航电枢纽) — гідроелектростанція у центральній частині Китаю в провінції Хубей. Входить до складу каскаду на річці Ханьшуй, великій лівій притоці Янцзи.
В межах проекту річку перекрили комбінованою греблею висотою 67 метрів та довжиною 2167 метрів, яка включає розташовану у лівій протоці насипну ділянку та зведену на правій протоці бетонну секцію із 20 водопропускними шлюзіами. Гребля утримує водосховище з об’ємом 245 млн м3 та нормальним рівнем поверхні на позначці 62,7 метра НРМ. Біля правого берегу облаштували судноплавний шлюз із розмірами камери 180х23 метра.
Інтегрований у греблю машинний зал обладнали шістьома бульбовими турбінами потужністю по 15 МВт, які забезпечують виробництво 390 млн кВт-год електроенергії на рік. 
Видача продукції відбувається по ЛЕП, розрахованим на роботу під напругою 220 кВ та 110 кВ.